# Boy Tour
Il Boy Tour è stato il quinto tour degli U2 tenutosi tra il 1980 e il 1981 per promuovere l'album omonimo.

## Itinerario
Composto da 157 concerti, il Boy Tour risulta essere, assieme allo ZooTV Tour, il tour più lungo della carriera degli U2.
La band ricevette però recensioni negative per tutta la durata del Tour e alcuni giornalisti lo definirono addirittura "una barzelletta".

## Setlist
La scaletta variava ad ogni tappa e sono state eseguite tutte le tracce di Boy, ad eccezione di Shadows and Tall Trees. Sono state suonate anche alcune canzoni appartenenti a U2 Three ed altre uscite come singoli (11 O'Clock Tick Tock) o bside (Touch, e Things to Make and Do). Nelle ultime date sono state inoltre eseguite alcune canzoni di October che di lì a poco sarebbe stato pubblicato; tra queste: Fire e I Fall Down. Molti show iniziavano con The Ocean e chiudevano con 11 O'Clock Tick Tock. Sono state incluse nel tour anche due canzoni mai pubblicate: Father is an Elephant e Carry Me Home.

### Canzoni suonate
| Boy (1980)        | I Will Follow (98) - The Ocean (81) - An Cat Dubh (65) - Into The Heart (65) - The Electric Co. (65) - Stories For Boys (62) - Another Time, Another Place (54) - Out Of Control (54) - Twilight (52) - A Day Without Me (31) |
| Non-album singles | 11 O'Clock Tick Tock (113) |
| B-sides           | Things To Make And Do (56) - Boy-Girl (38) - Touch (36) |
| Inediti           | I Fall Down (15) - Fire (5) - Father Is An Elephant (3) - Carry Me Home (2) |
| Cover             | All Along the Watchtower (1) |

## Gruppi di supporto
- The Lemon Boys
- La Peste
- Misión of Burma
- Romeo Void
- Suburban Lawns

## Date
| №         | Data              | Città              | Nazione     | Luogo                     |
| --------- | ----------------- | ------------------ | ----------- | ------------------------- |
| Prima Leg |                   |                    |             |                           |
| Europa I  |                   |                    |             |                           |
| 1         | 6 settembre 1980  | Coventry           | Inghilterra | General Woolfe            |
| 2         | 7 settembre 1980  | Londra             | Inghilterra | Lyceum Ballroom           |
| 3         | 8 settembre 1980  | Londra             | Inghilterra | Marquee Club              |
| 4         | 9 settembre 1980  | Bristol            | Inghilterra | Berkeley                  |
| 5         | 11 settembre 1980 | Kingston upon Hull | Inghilterra | Wellington Club           |
| 6         | 12 settembre 1980 | Scarborough        | Inghilterra | Taboo Club                |
| 7         | 13 settembre 1980 | Leeds              | Inghilterra | Queen's Hall              |
| 8         | 15 settembre 1980 | Londra             | Inghilterra | Marquee Club              |
| 9         | 16 settembre 1980 | Plymouth           | Inghilterra | Fiesta Suite              |
| 10        | 17 settembre 1980 | Penzance           | Inghilterra | Demelzas                  |
| 11        | 18 settembre 1980 | Totnes             | Inghilterra | Civic Hall                |
| 12        | 19 settembre 1980 | Stroud             | Inghilterra | Marshall Rooms            |
| 13        | 21 settembre 1980 | Wollaston          | Inghilterra | Nag's Head                |
| 14        | 22 settembre 1980 | Londra             | Inghilterra | Marquee Club              |
| 15        | 23 settembre 1980 | Sheffield          | Inghilterra | Limit Club                |
| 16        | 24 settembre 1980 | Birmingham         | Inghilterra | Bogart's                  |
| 17        | 25 settembre 1980 | Liverpool          | Inghilterra | Brady's                   |
| 18        | 26 settembre 1980 | Birmingham         | Inghilterra | Cedar Ballroom            |
| 19        | 27 settembre 1980 | Coventry           | Inghilterra | Polytechnic               |
| 20        | 29 settembre 1980 | Londra             | Inghilterra | Marquee Club              |
| 21        | 30 settembre 1980 | Brighton           | Inghilterra | Polytechnic               |
| 22        | 2 ottobre 1980    | Leeds              | Inghilterra | Fan Club                  |
| 23        | 3 ottobre 1980    | Retford            | Inghilterra | Porterhouse               |
| 24        | 4 ottobre 1980    | Londra             | Inghilterra | School Of Economics       |
| 25        | 5 ottobre 1980    | Londra             | Inghilterra | Half Moon Club            |
| 26        | 7 ottobre 1980    | Nottingham         | Inghilterra | Boat Club                 |
| 27        | 9 ottobre 1980    | Manchester         | Inghilterra | Polytechnic               |
| 28        | 11 ottobre 1980   | Londra             | Inghilterra | Kingston Polytechnic      |
| 29        | 14 ottobre 1980   | Hilversum          | Paesi Bassi | KRO Studios               |
| 30        | 15 ottobre 1980   | Amsterdam          | Paesi Bassi | The Milkyway              |
| 31        | 16 ottobre 1980   | Groningen          | Paesi Bassi | Vera Club                 |
| 32        | 17 ottobre 1980   | Apeldoorn          | Paesi Bassi | Gigant                    |
| 33        | 18 ottobre 1980   | Bruxelles          | Belgio      | Claridge                  |
| 34        | 19 ottobre 1980   | Londra             | Inghilterra | Lyceum Ballroom           |
| 35        | 7 novembre 1980   | Exeter             | Inghilterra | Università di Exeter      |
| 36        | 8 novembre 1980   | Southampton        | Inghilterra | Università di Southampton |
| 37        | 9 novembre 1980   | Londra             | Inghilterra | Moonlight Club            |
| 38        | 11 novembre 1980  | Canterbury         | Inghilterra | Kent University           |
| 39        | 12 novembre 1980  | Bradford           | Inghilterra | Università di Bradford    |
| 40        | 13 novembre 1980  | Sheffield          | Inghilterra | Limit Club                |
| 41        | 14 novembre 1980  | Kidderminster      | Inghilterra | Town Hall                 |
| 42        | 15 novembre 1980  | Bristol            | Inghilterra | Polytechnic               |
| 43        | 18 novembre 1980  | Reading            | Inghilterra | Reading University        |
| 44        | 19 novembre 1980  | Wolverhampton      | Inghilterra | Polytechnic               |
| 45        | 20 novembre 1980  | Blackpool          | Inghilterra | Polytechnic               |
| 46        | 21 novembre 1980  | Edimburgo          | Scozia      | Nite Club                 |
| 47        | 22 novembre 1980  | Liverpool          | Inghilterra | Brady's                   |
| 48        | 24 novembre 1980  | Coventry           | Inghilterra | Polytechnic               |
| 49        | 26 novembre 1980  | Londra             | Inghilterra | Marquee Club              |
| 50        | 27 novembre 1980  | Londra             | Inghilterra | Marquee Club              |
| 51        | 28 novembre 1980  | Birmingham         | Inghilterra | Aston University          |
| 52        | 29 novembre 1980  | Stoke              | Inghilterra | Keele University          |
| 53        | 30 novembre 1980  | Brighton           | Inghilterra | Jenkinson's               |
| 54        | 1º dicembre 1980  | Londra             | Inghilterra | Hammersmith Odeon         |
| 55        | 2 dicembre 1980   | Londra             | Inghilterra | Hammersmith Palais        |
| 56        | 3 dicembre 1980   | Parigi             | Francia     | Baltard Pavilion          |

| Numero         | Data             | Città                    | Nazione               | Luogo        |
| -------------- | ---------------- | ------------------------ | --------------------- | ------------ |
| Seconda Leg    |                  |                          |                       |              |
| Nord America I |                  |                          |                       |              |
| 57             | 6 dicembre 1980  | New York, NY             | Stati Uniti d'America | The Ritz     |
| 58             | 7 dicembre 1980  | Washington               | Stati Uniti d'America | Bayou Club   |
| 59             | 8 dicembre 1980  | Buffalo, NY              | Stati Uniti d'America | Stage One    |
| 60             | 9 dicembre 1980  | Toronto, Ontario         | Canada                | El Mocambo   |
| 61             | 11 dicembre 1980 | New York, NY             | Stati Uniti d'America | Mudd Club    |
| 62             | 12 dicembre 1980 | Providence, Rhode Island | Stati Uniti d'America | Main Event   |
| 63             | 13 dicembre 1980 | Boston, Massachusetts    | Stati Uniti d'America | The Paradise |
| 64             | 14 dicembre 1980 | New Haven, Connecticut   | Stati Uniti d'America | Toad's Place |
| 65             | 15 dicembre 1980 | Filadelfia, Pennsylvania | Stati Uniti d'America | Bijou Cafe   |

| Numero    | Data             | Città             | Nazione          | Luogo                            |
| --------- | ---------------- | ----------------- | ---------------- | -------------------------------- |
| Terza Leg |                  |                   |                  |                                  |
| Europa II |                  |                   |                  |                                  |
| 66        | 17 dicembre 1980 | Belfast           | Irlanda del Nord | Ulster Hall                      |
| 67        | 18 dicembre 1980 | Galway            | Irlanda          | Leisureland                      |
| 68        | 19 dicembre 1980 | Sligo             | Irlanda          | Baymount                         |
| 69        | 20 dicembre 1980 | Cork              | Irlanda          | Downtown Kampus                  |
| 70        | 22 dicembre 1980 | Dublino           | Irlanda          | TV Club                          |
| 71        | 23 gennaio 1980  | Belfast           | Irlanda del Nord | McMordie Hall Queen's University |
| 72        | 24 gennaio 1981  | Glasgow           | Scozia           | Strathclyde University           |
| 73        | 25 gennaio 1981  | Edimburgo         | Scozia           | Valentino'sò Club                |
| 74        | 26 gennaio 1981  | York              | Inghilterra      | Università di York               |
| 75        | 27 gennaio 1981  | Manchester        | Inghilterra      | Polytechnic                      |
| 76        | 28 gennaio 1981  | Norwich           | Inghilterra      | University of East Anglia        |
| 77        | 29 gennaio 1981  | Northampton       | Inghilterra      | Iron Horse                       |
| 78        | 30 gennaio 1981  | Loughborough      | Inghilterra      | Loughborough University          |
| 79        | 31 gennaio 1981  | St Albans         | Inghilterra      | City Hall                        |
| 80        | 1º febbraio 1981 | Londra            | Inghilterra      | Lyceum Ballroom                  |
| 81        | 9 febbraio 1981  | Stoccolma         | Svezia           | Swedish TV 'Mandagsborsen'       |
| 82        | 9 febbraio 1981  | Stoccolma         | Svezia           | Underground                      |
| 83        | 10 febbraio 1981 | Bruxelles         | Belgio           | Beursschouwburg                  |
| 84        | 11 febbraio 1981 | Amsterdam         | Paesi Bassi      | Paradiso                         |
| 85        | 12 febbraio 1981 | L'Aia             | Paesi Bassi      | Paard Van Troje                  |
| 86        | 13 febbraio 1981 | Rotterdam         | Paesi Bassi      | De Lantaarn                      |
| 87        | 14 febbraio 1981 | Sittard           | Paesi Bassi      | Stadsschouwburg                  |
| 88        | 15 febbraio 1981 | Amburgo           | Germania         | Onkel Po's Carnegie Hall         |
| 89        | 17 febbraio 1981 | Berlino           | Germania         | Kantkino                         |
| 90        | 18 febbraio 1981 | Monaco di Baviera | Germania         | Sugar Shack                      |
| 91        | 19 febbraio 1981 | Ginevra           | Svizzera         | Salle Du Fauburg                 |
| 92        | 20 febbraio 1981 | Parigi            | Francia          | Ecole National Des Travaux       |
| 93        | 21 febbraio 1981 | Parigi            | Francia          | Le Palace                        |

| Numero          | Data           | Città                          | Nazione               | Luogo                                       |
| --------------- | -------------- | ------------------------------ | --------------------- | ------------------------------------------- |
| Quarta Leg      |                |                                |                       |                                             |
| Nord America II |                |                                |                       |                                             |
| 94              | 3 marzo 1981   | Washington                     | Stati Uniti d'America | Bayou Club                                  |
| 95              | 3 marzo 1981   | Washington                     | Stati Uniti d'America | Bayou Club                                  |
| 96              | 4 marzo 1981   | Filadelfia, Pennsylvania       | Stati Uniti d'America | Bijou Cafe                                  |
| 97              | 5 marzo 1981   | Albany, NY                     | Stati Uniti d'America | J.B. Scott's                                |
| 98              | 6 marzo 1981   | Boston, Massachusetts          | Stati Uniti d'America | The Paradise                                |
| 99              | 6 marzo 1981   | Boston, Massachusetts          | Stati Uniti d'America | The Paradise                                |
| 100             | 7 marzo 1981   | New York, NY                   | Stati Uniti d'America | The Ritz                                    |
| 101             | 9 marzo 1981   | Montréal, Québec               | Canada                | Le Club                                     |
| 102             | 10 marzo 1981  | Ottawa, Ontario                | Canada                | Barrymore's                                 |
| 103             | 11 marzo 1981  | Toronto, Ontario               | Canada                | Maple Leaf Ballroom                         |
| 104             | 14 marzo 1981  | San Diego, California          | Stati Uniti d'America | Globe Theater                               |
| 105             | 15 marzo 1981  | Los Angeles, California        | Stati Uniti d'America | Wolf and Rissmiller's Country Club          |
| 106             | 16 marzo 1981  | Anaheim, California            | Stati Uniti d'America | Woodstock                                   |
| 107             | 18 marzo 1981  | San Jose, California           | Stati Uniti d'America | San Jose State Student Union Ballroom       |
| 108             | 19 marzo 1981  | San Francisco, California      | Stati Uniti d'America | The Old Waldorf                             |
| 109             | 20 marzo 1981  | San Francisco, California      | Stati Uniti d'America | The Old Waldorf                             |
| 110             | 22 marzo 1981  | Portland, Oregon               | Stati Uniti d'America | Fog Horn                                    |
| 111             | 23 marzo 1981  | Seattle, Washington            | Stati Uniti d'America | Astor Park                                  |
| 112             | 24 marzo 1981  | Vancouver, Columbia Britannica | Canada                | Commodore Ballroom                          |
| 113             | 26 marzo 1981  | Salt Lake City, Utah           | Stati Uniti d'America | New Faces Club                              |
| 114             | 28 marzo 1981  | Denver, Colorado               | Stati Uniti d'America | Rainbow Music Hall                          |
| 115             | 30 marzo 1981  | Lubbock, Texas                 | Stati Uniti d'America | The Rox                                     |
| 116             | 31 marzo 1981  | Austin, Texas                  | Stati Uniti d'America | The Club Foot                               |
| 117             | 1º aprile 1981 | Houston, Texas                 | Stati Uniti d'America | Cardi's                                     |
| 118             | 2 aprile 1981  | Dallas, Texas                  | Stati Uniti d'America | Bijou                                       |
| 119             | 3 aprile 1981  | Oklahoma City, Oklahoma        | Stati Uniti d'America | Quicksilver's                               |
| 120             | 4 aprile 1981  | Tulsa, Oklahoma                | Stati Uniti d'America | Cain's Ballroom                             |
| 121             | 6 aprile 1981  | Kansas City, Missouri          | Stati Uniti d'America | Uptown Theater                              |
| 122             | 7 aprile 1981  | Saint Louis, Missouri          | Stati Uniti d'America | Graham Chapel - Washington University       |
| 123             | 9 aprile 1981  | Minneapolis, Minnesota         | Stati Uniti d'America | Uncle Sam's                                 |
| 124             | 10 aprile 1981 | Ames, Iowa                     | Stati Uniti d'America | Fillmore                                    |
| 125             | 11 aprile 1981 | Chicago, Illinois              | Stati Uniti d'America | International House - University of Chicago |
| 126             | 12 aprile 1981 | Chicago, Illinois              | Stati Uniti d'America | Park West                                   |
| 127             | 14 aprile 1981 | Madison, Wisconsin             | Stati Uniti d'America | Merlyn's                                    |
| 128             | 15 aprile 1981 | Milwaukee, Wisconsin           | Stati Uniti d'America | Palm's                                      |
| 129             | 17 aprile 1981 | Cincinnati, Ohio               | Stati Uniti d'America | Bogart's Club                               |
| 130             | 18 aprile 1981 | Detroit, Michigan              | Stati Uniti d'America | Harpo's                                     |
| 131             | 19 aprile 1981 | Cleveland, Ohio                | Stati Uniti d'America | The Agora                                   |
| 132             | 20 aprile 1981 | Cleveland, Ohio                | Stati Uniti d'America | The Agora                                   |
| 133             | 21 aprile 1981 | Pittsburgh, Pennsylvania       | Stati Uniti d'America | The Decade                                  |
| 134             | 2 maggio 1981  | Gainesville, Florida           | Stati Uniti d'America | Università della Florida                    |
| 135             | 3 maggio 1981  | Tampa, Florida                 | Stati Uniti d'America | End Zone                                    |
| 136             | 4 maggio 1981  | Hallandale Beach, Florida      | Stati Uniti d'America | The Agora                                   |
| 137             | 6 maggio 1981  | Atlanta, Georgia               | Stati Uniti d'America | The Agora                                   |
| 138             | 8 maggio 1981  | New Orleans, Louisiana         | Stati Uniti d'America | Ol' Man River's                             |
| 139             | 9 maggio 1981  | Memphis, Tennessee             | Stati Uniti d'America | Poets                                       |
| 140             | 11 maggio 1981 | Denver, Colorado               | Stati Uniti d'America | Rainbow Music Hall                          |
| 141             | 13 maggio 1981 | Santa Monica, California       | Stati Uniti d'America | Santa Monica Civic Center                   |
| 142             | 15 maggio 1981 | San Francisco, California      | Stati Uniti d'America | California Hall                             |
| 143             | 19 maggio 1981 | Toronto, Ontario               | Canada                | Ryerson Theater                             |
| 144             | 20 maggio 1981 | Rochester, NY                  | Stati Uniti d'America | Red Creek                                   |
| 145             | 21 maggio 1981 | Buffalo, NY                    | Stati Uniti d'America | Uncle Sam's                                 |
| 146             | 22 maggio 1981 | Syracuse, NY                   | Stati Uniti d'America | City Limits                                 |
| 147             | 23 maggio 1981 | Albany, NY                     | Stati Uniti d'America | J.B. Scott's                                |
| 148             | 24 maggio 1981 | Hampton Beach, New Hampshire   | Stati Uniti d'America | The Casino                                  |
| 149             | 25 maggio 1981 | Providence, Rhode Island       | Stati Uniti d'America | Center Stage                                |
| 150             | 27 maggio 1981 | New Haven, Connecticut         | Stati Uniti d'America | Toad's Place                                |
| 151             | 28 maggio 1981 | Boston, Massachusetts          | Stati Uniti d'America | The Metro                                   |
| 152             | 29 maggio 1981 | New York, NY                   | Stati Uniti d'America | Palladium                                   |
| 153             | 31 maggio 1981 | Asbury Park, New Jersey        | Stati Uniti d'America | Fast Lane                                   |

| Numero                    | Data          | Città     | Nazione     | Luogo                 |
| ------------------------- | ------------- | --------- | ----------- | --------------------- |
| Quinta Leg                |               |           |             |                       |
| European Summer Festivals |               |           |             |                       |
| 154                       | 4 giugno 1981 | Salford   | Inghilterra | Università di Salford |
| 155                       | 6 giugno 1981 | Aylesbury | Inghilterra | Friars Club           |
| 156                       | 8 giugno 1981 | Geleen    | Paesi Bassi | Sportpark             |
| 157                       | 9 giugno 1981 | Londra    | Inghilterra | Hammersmith Palais    |